# Agulha Branca de Peuterey

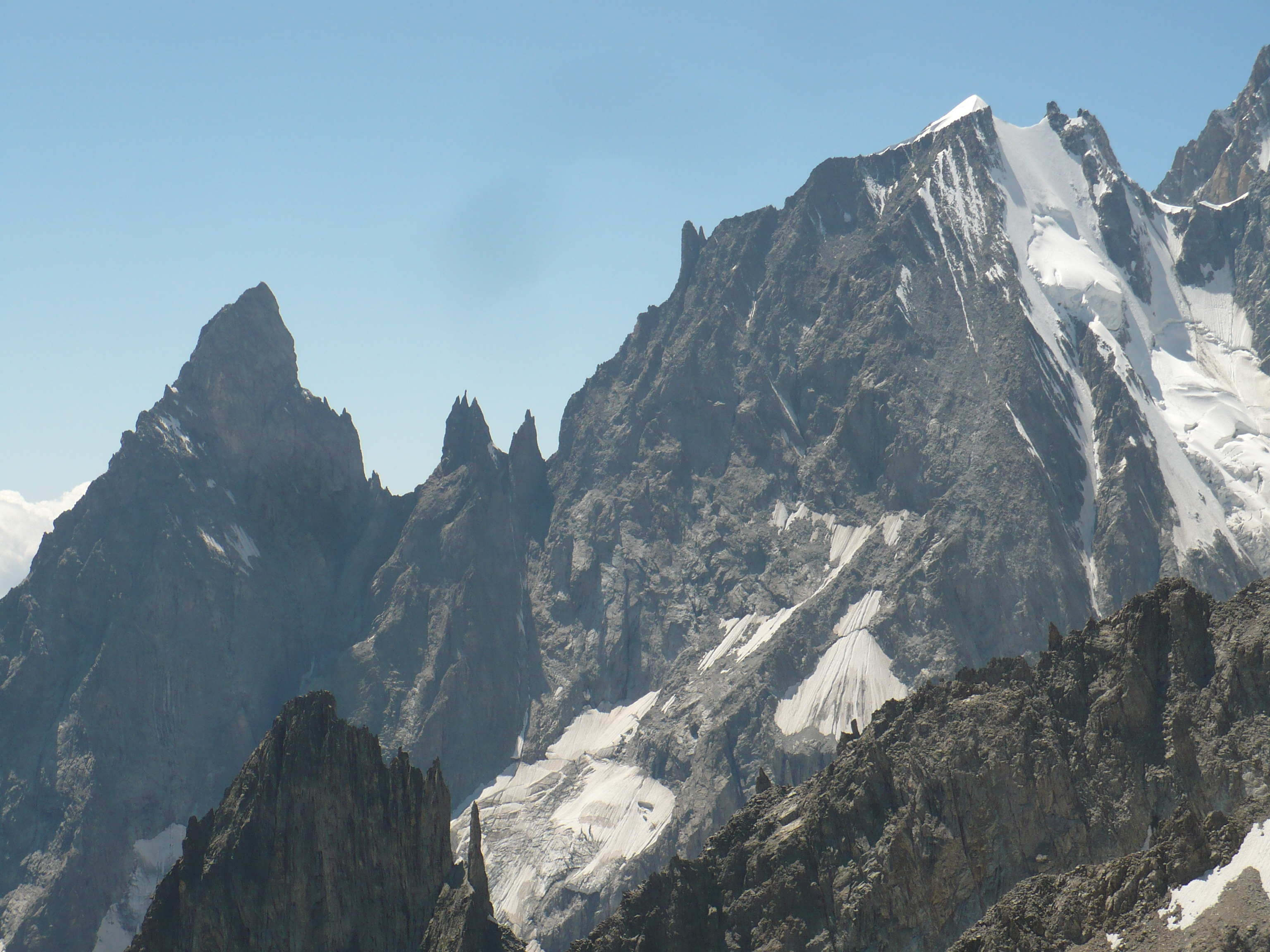
Aresta de Peuterey, e à dir. a Branca

A Agulha Branca de Peuterey, também conhecida por Aresta de Peuterey (em francês:  Aiguille Blanche de Peuterey), é um cume no Vale de Aosta, em Itália, no Maciço do Monte Branco que culmina a 4.112 m de altitude, e é formada por três cumes que se chamam:
- o Pico Sudeste ou Pico Seymour King, com  4.107 m
- o Pico Central ou Pico Güssfeldt, que é o ponto mais alto com 4.112 m
- o Pico Noroeste ou Pico Jones, com 4.104 m

A agulha é citada nos no 75, 83 e 95 das 100 mais belas corridas de montanha e, como a altitude que tem, faz parte Cumes dos Alpes com mais de 4 000 m

## Alpinismo
A travessia da agulha Branca de Peuterey é considerada como uma dos mais difíceis dos Cumes dos Alpes com mais de 4 000 m, e a sua via normal é da aresta Sudeste ou Pico Seymour King, do nome do célebre industrial e alpinista inglês Henry Seymour King que a subiu em 1885;.

## Aresta de Peuterey
A aresta é feita quando se efectua o percurso aresta Peuterey-Monte Branco, a Integral de Peuterey, que começa no Vale Veny e é formado pela sequência; Agulha Preta de Peuterey, as Les Dames Anglaises e o refúgio Monzino, a Agulha Branca de Peuterey, o Pilar de Ângulo, o Monte Branco de Courmayeur e finalmente o Monte Branco, o todo com Cotação D / 3 / IV com inclinação máx 60o. A integral é TD+ / 3 / 5c / VI.

## Pico Gugliermina
A aresta tem um pico secundário na aresta Sudoeste, conhecido pela Pico Gugliermina, com 3.893 m, é conhecido pelas escadas difíceis que propõe.

## Características
Integral de Peuterey pela aresta Este, em dois dias
- Altitude min/máx; 3.200 / 4.810 m
- Desnível; 1.600 m
- Orientação principal; S
- Cotação global; D - TD+
- cotação livre; 3 - 5c

## Ascensões
- 1877 - Primeira por Henry Seymour King com Émile Rey, Ambros Supersaxo e Alois Andenmatten, em 31 Jul.
- 1909 - primeira travessia, do Frêney à Brenva, por Laurent Croux
- 1909 - primeiro percurso da face Sudoeste por Laurent Croux e Humphrey Owen Jones
- 1928 - primeira do esporão Nordeste por Osvaldo Ottoz e Laurent Grivel
- 1933 - primeira da face Norte, glaciar e alta de 700 m, por Amato Grivel e Renato Chabod, a 4 Set.
- 1936 - primeira da vertente Sudeste por Gabriele Boccalate e Nini Pietrasanta
- 1961 - primeira invernal da face Norte por Alessio Ollier e Laurent BelfrontLord